# Алберт (маскота)
Алберт (њем. Albärt) званична је маскота Европског првенства у фудбалу 2024. које је одржано у Њемачкој. Представљена је 20. јуна 2023. године. Има облик плишаног медвједа.

## Представљање
Маскота је званично представљена 20. јуна 2023. године, уочи почетка пријатељске утакмице између домаће репрезентације Њемачке и Колумбије у Гелзенкирхену, али је претходно тог јутра представљена у једној од основних школа у Гелзенкирхену, са циљем да инспирише дјецу широм Европе да буду активни и воле фудбал. У периоду од годину дана до почетка првенства, маскота је обилазила основне школе широм Европе, гдје су је ђаци коришћењем своје физичке активности покретали. Дјеца су могла да креирају своје посебне вјештине и прославе и да их трансформишу у анимације маскоте за првенство коришћењем технологије снимања покрета.
Силија Шашић, амбасадорка првенства и потпредсједница Фудбалског савеза Њемачке, изјавила је: „Не можете довољно рано поставити темеље за покрет, игру и тимски дух. Сјајно је видјети како УЕФА инспирише следећу генерацију да гради самопоуздање, живи активан начин живота и разумију важност тимског духа – све важне животне лекције које ће обликовати њихову будућност. Ова маскота ће пренијети ту моћну поруку.“

## Симболи
Представља браон црнооког плишаног меду који носи плави дрес са бројем 24, а по први пут у историји је маскота Европског првенства плишани меда, док су од животиња раније маскоте било лав, зец и пијетао. Многи су истакли да је то једна од најоригиналнијих маскота икада на великим међународним такмичењима. Изабран је како би се одала почаст играчци плишаног меда за коју се сматра да потиче из Њемачке са почетка 20. вијека.

## Избор имена
Гласање за избор имена отворено је 20. јуна 2023. а могли су да гласају дјеца из програма Уефе фудбал у школама, као и сви остали преко званичног сајта Уефе. Опције су биле четири имена: Алберт, Бернардо, Бернхарт и Херци вон Бер, а сва имена била су инспирисана њемачком ријечју за медвједа. Гласање је трајало до 5. јула 2023. а истог дана је објављено да је званично име маскоте Алберт, име које је освојило 32% гласова.
| Позиција | Име           | Проценат добијених гласова |
| -------- | ------------- | -------------------------- |
| 1.       | Алберт        | 32%                        |
| 2.       | Бернардо      | 29%                        |
| 3.       | Бернхарт      | 22%                        |
| 4.       | Херци вон Бер | 17%                        |